# 大平山 (大分県)
大平山（おおひらやま）は、大分県別府市にある標高815mの山である。別府市内から見ると山頂から山腹に広がる草原が逆さに広げた扇のように見えることから、扇山（おうぎやま）とも呼ばれ、地元では「扇山」の方がよく知られている。日本山岳会東九州支部が選定した大分百山のひとつである。
毎年4月最初の週末の夜には、別府市の春の風物詩となっている野焼きが行われる。扇山の別府湾に面した東斜面や近隣の十文字原などはもともと牧草地で、以前から野焼きが行われていたが、昭和51年より温泉神社の神事として扇山火まつりが行われるようになった。この別府の夕空を焦がす幻想的な野焼きは、別府八湯温泉まつりのハイライトにもなっており、冬の間、扇山で休んでいる温泉の神々に春を告げる意味があるとされる。
- 東から
- 南東から